# نادين محمد (لاعبة كرة قدم )
نادين محمد (من مواليد 7 أكتوبر 2003) هي لاعبة كرة قدم محترفة من أصل فلسطيني. تلعب مع المنتخب الوطني الفلسطيني، وانضمت إليه للمرة الأولى في مايو/ أيار 2023، حيث لعبت مبارتين وديتين أمام المنتخب السعودي انتهت كلتاهما بالتعادل الإيجابي. كما لعبت في صفوف نادي تركيمسبور الألماني، قبل أن يقع الاختيار عليها مؤخراً للانضمام إلى صفوف النادي الأهلي المصري للسيدات.
ولدت نادين محمد ونشأت في المانيا في عائلة مولعة بكرة القدم وبدأت باللعب مع شقيقها وأصدقائها في الحي. كان والدها، وهو مدرب كرة قدم، يعارض في البداية لعبها في النادي بسبب الآراء التقليدية حول النساء في هذه الرياضة. ومع ذلك، بدعم من والدتها.

## مسيرتها الكروية
انضمت نادين إلى فريق الفتيات في فريق برلين ايه كي 7، مما يمثل بداية مسيرتها الكروية قبل الانضمام في النهاية إلى توركيم سبور في عام 2020. أعلن النادي الأهلي في سبتمبر 2024، عن التعاقد معها من نادي توركيم سبور برلين لتعزيز فريق السيدات الذي كان يستعد لظهوره الأول في الدوري الألماني الممتاز للسيدات.
في مايو 2023، تلقت نادين أول استدعاء لها للانضمام إلى المنتخب الوطني الفلسطيني للعب أملم المنتخب السعودي لعبت أول مباراة لها في مباراة انتهت بالتعادل السلبي ضد البلد المضيف. منذ ذلك الحين، شاركت عدة مرات مع المنتخب الفلسطيني، بما في ذلك اختيارها ضمن التشكيلة النهائية لبطولة غرب آسيا للسيدات 2024.